# Philharmostes aeneoviridis
Philharmostes aeneoviridis is een keversoort uit de familie Hybosoridae. De wetenschappelijke naam van de soort is voor het eerst geldig gepubliceerd in 1895 door Kolbe.